# Opotiki
Opotiki is een stad in Bay of Plenty in Nieuw-Zeeland, er wonen 4176 mensen volgens de census van 2006.

## Burgemeester
|   | Naam          | Periode     |
| - | ------------- | ----------- |
| 1 | Don Riesterer | 1989 – 2001 |
| 2 | John Forbes   | 2001 –      |

## Geboren
- James Rolleston, 1997, acteur

- Dit artikel of een eerdere versie ervan is een (gedeeltelijke) vertaling van het artikel Opotiki op de Engelstalige Wikipedia, dat onder de licentie Creative Commons Naamsvermelding/Gelijk delen valt. Zie de bewerkingsgeschiedenis aldaar.